# Новый Кальчир
Новый Кальчир (баш. Яңы Кәлсер) — деревня в Новокальчировском сельсовете Аургазинского района Республики Башкортостана России. Центр Новокальчировского сельсовета.

## Население
| 2002 | 2009 | 2010 |
| ---- | ---- | ---- |
| 176  | ↗182 | ↗187 |

Согласно переписи 2002 года, преобладающие национальности — татары (58 %), башкиры (40 %).

## Географическое положение
Расстояние до:
- районного центра (Толбазы): 6 км,
- ближайшей железнодорожной станции (Белое Озеро): 36 км.